# Pirih
Pirih je priimek več znanih Slovencev:
- Dušan Pirih (1926 - 2010), veterinar, univ. prof.
- Dušan Pirih - Hup (1952 - 2008), fotograf, grafik, kserogaf, pedagog
- Metod Pirih (1936 - 2021), koprski škof
- Miha Pirih (*1978), veslač
- Nataša Pirih Svetina (*1970), slovenistka, didatkičarka
- Robert Pirih (*1972), vojak, ranjen v vojni za Slovenijo
- Rok Pirih (*1989), košarkar
- Srečko Pirih (*1946), inž. strojništva, amaterski risar
- Tomaž Pirih (*1981), veslač
- Vladimir Pirih (1922 - 2017), duhovnik, zborovodja, postojnski dekan
- Vojka Pirih, slikarka, pevka, harmonikarka, humanitarka
- Žiga Pirih, veslač